# Clytia elongata
Clytia elongata är en nässeldjursart som beskrevs av Marktanner-Turneretscher 1890. Clytia elongata ingår i släktet Clytia och familjen Campanulariidae. Inga underarter finns listade i Catalogue of Life.